# Ipomoea steerei
Ipomoea steerei är en vindeväxtart som först beskrevs av Standley, och fick sitt nu gällande namn av Louis Otho Otto Williams. Ipomoea steerei ingår i släktet praktvindor, och familjen vindeväxter. Inga underarter finns listade i Catalogue of Life.